# Somé
Somé est une commune située dans le département de Nandiala de la province de Boulkiemdé dans la région du Centre-Ouest au Burkina Faso.

## Éducation et santé
La commune accueille une maternité isolée.